# Marston (Cheshire)
Pour les articles homonymes, voir Marston (homonymie).
Marston est une paroisse civile et un village du Cheshire, en Angleterre.